# 池田政礼
池田 政礼（いけだ まさのり、嘉永2年12月17日〈1850年1月29日〉 - 1907年〈明治40年〉10月7日）は、備中生坂藩の第8代（最後）の藩主。明治時代後期の華族（子爵）。諱の表記は池田政禮とも（旧字体）。

## 生涯
第7代藩主・池田政和の次男。官位は従五位下、丹波守。幼名は日升丸。
安政2年（1855年）12月27日、父の隠居により家督を継ぐ。文久3年（1863年）、上京して御所の警備を務めた。慶応3年（1867年）12月に再び上京して、翌慶応4年（1868年）からの戊辰戦争では本家の岡山藩と共に、新政府軍に与した。そして大津口の警備や尾張藩への進軍などで功を挙げている。1870年（明治3年）正月、生坂藩知事となる。
1871年（明治4年）7月14日、廃藩置県により免職され、9月に東京府に移った。後に華族に列して子爵に叙爵される。1907年（明治40年）10月7日に死去。養子の政時が跡を継いだ。政時は実子の政良が早世したため、養子として政英（姉小路公政の子）を迎えた。政時、政英もまた子爵となっている。

## 系譜
- 正室：上杉斉憲の娘
- 養子：池田政時（本家岡山藩主池田慶政の子）

## 栄典
- 1907年（明治40年）10月7日 – 正三位[1]